# 오극선
오극선(吳克善)은 대한제국과 일제강점기 초기의 관료이다. 호는 송관(松觀)이다.

## 생애
아버지가 군수를 지낸 관리 집안에서 태어났다. 1900년에 중국어를 수학하는 관립한성한어학교 보통과를 졸업하고 이듬해부터 모교에서 부교관으로 근무했다. 1904년에 판임관 5등에 오르는 등 대한제국 관리로 근무했고, 1908년에는 전라남도 돌산군 군수로 발령받았다.
1910년에 한일 병합 조약이 체결되면서 조선총독부 체제가 출범하였다. 오극선은 1912년에 경상남도 합천군 군수로 임명되었으나, 1914년 개편 때 면직되어 총독부 관리로 오래 근무하지는 않았다. 이때 정8위에 서위되어 있었다.
퇴관 후인 1916년에 조선문예사가 창간될 때 창립 발기인으로 참여하고 간사를 맡았다. 이 잡지사에는 이사 겸 편집장 최영년, 시단장 정병조 등 유교 계열의 지식인이면서 친일성이 강한 인물들이 대거 참여했고, 이완용 등 조선귀족들이 고문에 포진했다.
2008년 발표된 민족문제연구소의 친일인명사전 수록예정자 명단 중 관료 부문에 포함되었다.

## 참고자료
- 오극선(吳克善) - 국사편찬위원회